# Джеффри, Джаред
Джаред Майкл Джеффри (англ. Jared Michael Jeffrey; род. 14 июня 1990, Даллас, Техас, США) — американский футболист, полузащитник.

## Клубная карьера
Джеффри начал играть футбол во время учёбы. Играл за Академию IMG и клуб «Даллас Тексанс». В 2008 году подписал контракт с бельгийским клубом «Брюгге», в молодёжном составе которого играл два года. Попасть в основной состав «чёрно-синих» футболисту так и не удалось. После ухода из «Брюгге» Джеффри подписал контракт с немецким клубом «Майнц 05» из Бундеслиги. Провёл четыре сезона в резервном составе клуба.
3 июля 2013 года был задрафтован клубом «Ди Си Юнайтед». Дебютировал за клуб 27 июля в матче против клуба «Нью-Инглэнд Революшн». Вышел на поле в начале матча и провёл там 79 минут. «Ди Си Юнайтед» этот матч проиграл со счётом 1:2. 3 августа в матче против клуба «Монреаль Импакт» Джеффри забил свой первый гол за «Ди Си Юнайтед». По окончании сезона 2018 «Ди Си Юнайтед» не продлил контракт с Джеффри.

## Международная карьера
Джеффри в разное время представлял сборные США до 17, до 18, до 20 и до 23 лет. В 2007 году Джеффри в составе сборной США до 17 лет участвовал в чемпионате мира среди юношеских команд. Был капитаном сборной. Также участвовал в чемпионате мира среди молодёжных команд в 2009 году.

## Достижения
«Ди Си Юнайтед»
- Обладатель Открытого кубка США (1): 2013

## Статистика
| Выступление      | Выступление      | Выступление      | Лига | Лига | Плей-офф | Плей-офф | Кубок | Кубок | ЛЧ КОНКАКАФ | ЛЧ КОНКАКАФ | Итого | Итого |
| Клуб             | Лига             | Сезон            | Игры | Голы | Игры     | Голы     | Игры  | Голы  | Игры        | Голы        | Игры  | Голы  |
| ---------------- | ---------------- | ---------------- | ---- | ---- | -------- | -------- | ----- | ----- | ----------- | ----------- | ----- | ----- |
| Ди Си Юнайтед    | MLS              | 2013             | 10   | 2    | —        | —        | 0     | 0     | —           | —           | 10    | 2     |
| Ди Си Юнайтед    | MLS              | 2014             | 10   | 0    | 0        | 0        | 1     | 0     | 3           | 0           | 14    | 0     |
| Ди Си Юнайтед    | MLS              | 2015             | 2    | 0    | 0        | 0        | 2     | 0     | 4           | 1           | 8     | 1     |
| Ди Си Юнайтед    | MLS              | 2016             | 21   | 2    | 1        | 0        | 1     | 0     | 0           | 0           | 23    | 2     |
| Ди Си Юнайтед    | MLS              | 2017             | 23   | 1    | —        | —        | 1     | 0     | —           | —           | 24    | 1     |
| Ди Си Юнайтед    | MLS              | 2018             | 2    | 0    | 0        | 0        | 0     | 0     | —           | —           | 2     | 0     |
| Ди Си Юнайтед    | Итого            | Итого            | 68   | 5    | 1        | 0        | 5     | 0     | 7           | 1           | 81    | 6     |
| Ричмонд Кикерс   | USL              | 2014             | 3    | 1    | —        | —        | —     | —     | —           | —           | 3     | 1     |
| Ричмонд Кикерс   | USL              | 2015             | 6    | 1    | —        | —        | —     | —     | —           | —           | 6     | 1     |
| Ричмонд Кикерс   | Итого            | Итого            | 9    | 2    | —        | —        | —     | —     | —           | —           | 9     | 2     |
| Всего за карьеру | Всего за карьеру | Всего за карьеру | 77   | 7    | 1        | 0        | 5     | 0     | 7           | 1           | 90    | 8     |

Источники: Soccerway Архивная копия от 12 февраля 2021 на Wayback Machine, Transfermarkt Архивная копия от 29 мая 2019 на Wayback Machine, MLSsoccer.com Архивная копия от 12 декабря 2019 на Wayback Machine